# Senio Kelemete
Senio Kelemete (Seattle, 10 maggio 1990) è un giocatore di football americano statunitense che gioca nel ruolo di offensive tackle per i San Francisco 49ers della National Football League (NFL). Fu scelto nel corso del quinto giro (151º assoluto) del Draft NFL 2012 dagli Arizona Cardinals. Al college ha giocato a football a Washington.

## Carriera

### Arizona Cardinals
Il 28 aprile 2012, Kelemete fu scelto nel corso del quinto giro del Draft 2012 dagli Arizona Cardinals. Nella sua stagione da rookie disputò una sola partita ma fu a suo modo storica poiché divenne il primo offensive lineman della storia della NFL a ricevere un passaggio al suo debutto, su un lancio deviato di Brian Hoyer diretto ad Andre Roberts da 10 yard.

### New Orleans Saints
Il 2 settembre 2013, Kelemete firmò per fare parte della squadra di allenamento dei New Orleans Saints.

### Houston Texans
Nel 2018 Kelemete firmò con gli Houston Texans.

### San Francisco 49ers
L'11 giugno 2021 Kelemete firmò con i San Francisco 49ers.